# Burcht Rheinfels
De burcht Rheinfels (Duits: Burg Rheinfels) is een ruïne van een kasteel in het Duitse Rijndal. Gelegen op de linkeroever, net voorbij Sankt Goar, in Rijnland-Palts, is het een van de grootste kastelen die de Rijn domineren.
De burcht Rheinfels werd in 1245 door graaf Diether V von Katzenelnbogen gebouwd. Tussen 1657 en 1674 werd het kasteel onder landgraaf Ernst I van Hessen-Rheinfels uitgebouwd tot een omvangrijke vesting, die 1672 door het Franse leger tijdens de Hollandse Oorlog tevergeefs werd belegerd. Na een nieuw beleg tijdens de Eerste Coalitieoorlog werd de vesting in 1797 door de Fransen ingenomen en vervolgens ontmanteld.
Sinds 1973 is een deel van het kasteel (nabij de hoofdingang) in gebruik als luxehotel. Enkele vertrekken zijn ingericht als museum, terwijl het grootste deel een beschermde ruïne is, die bezocht kan worden. In de zomerperiode vinden er regelmatig concerten en theatervoorstellingen plaats.

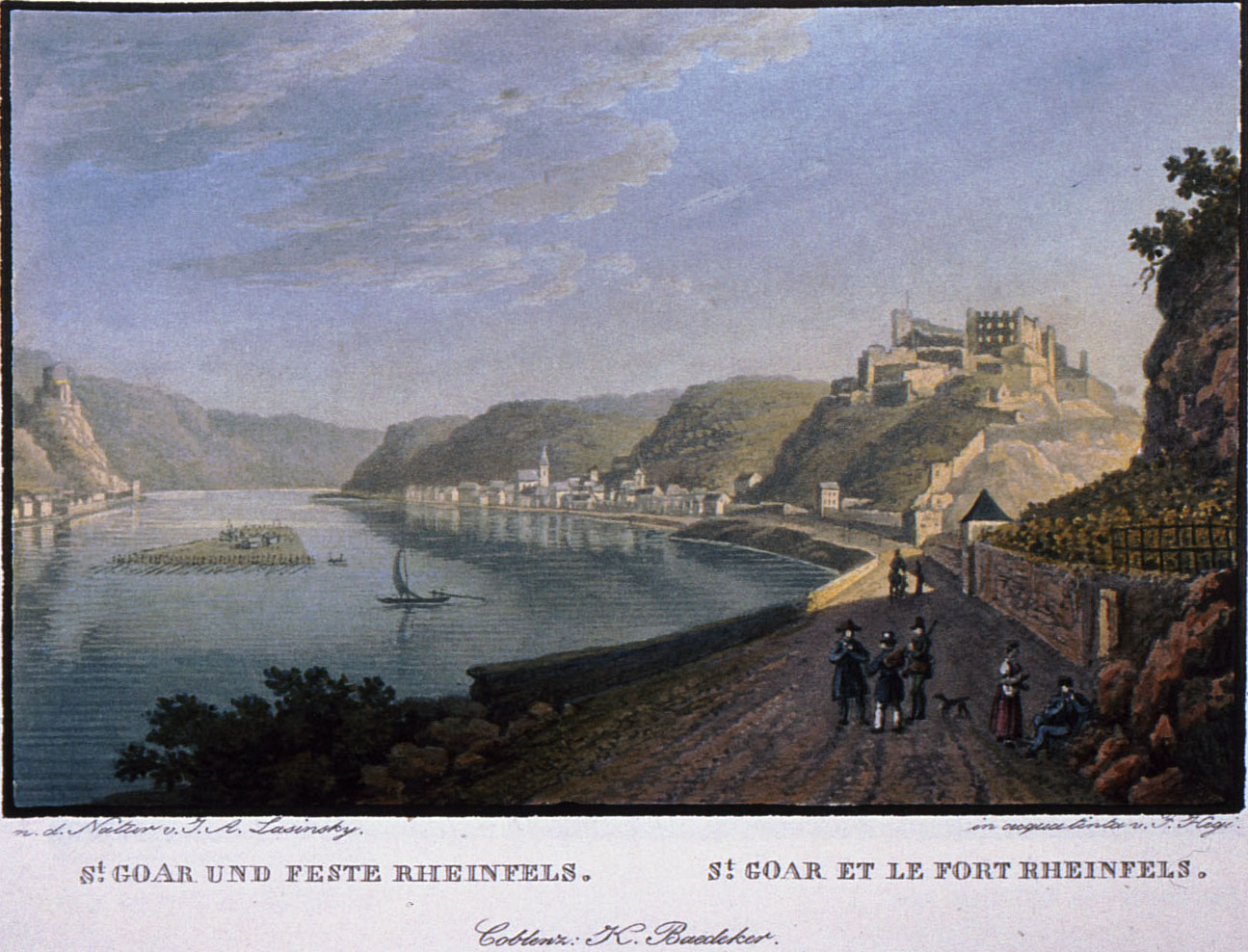
Franz Hegi, Burcht Rheinfels rond 1830